# Universidad de Königsberg

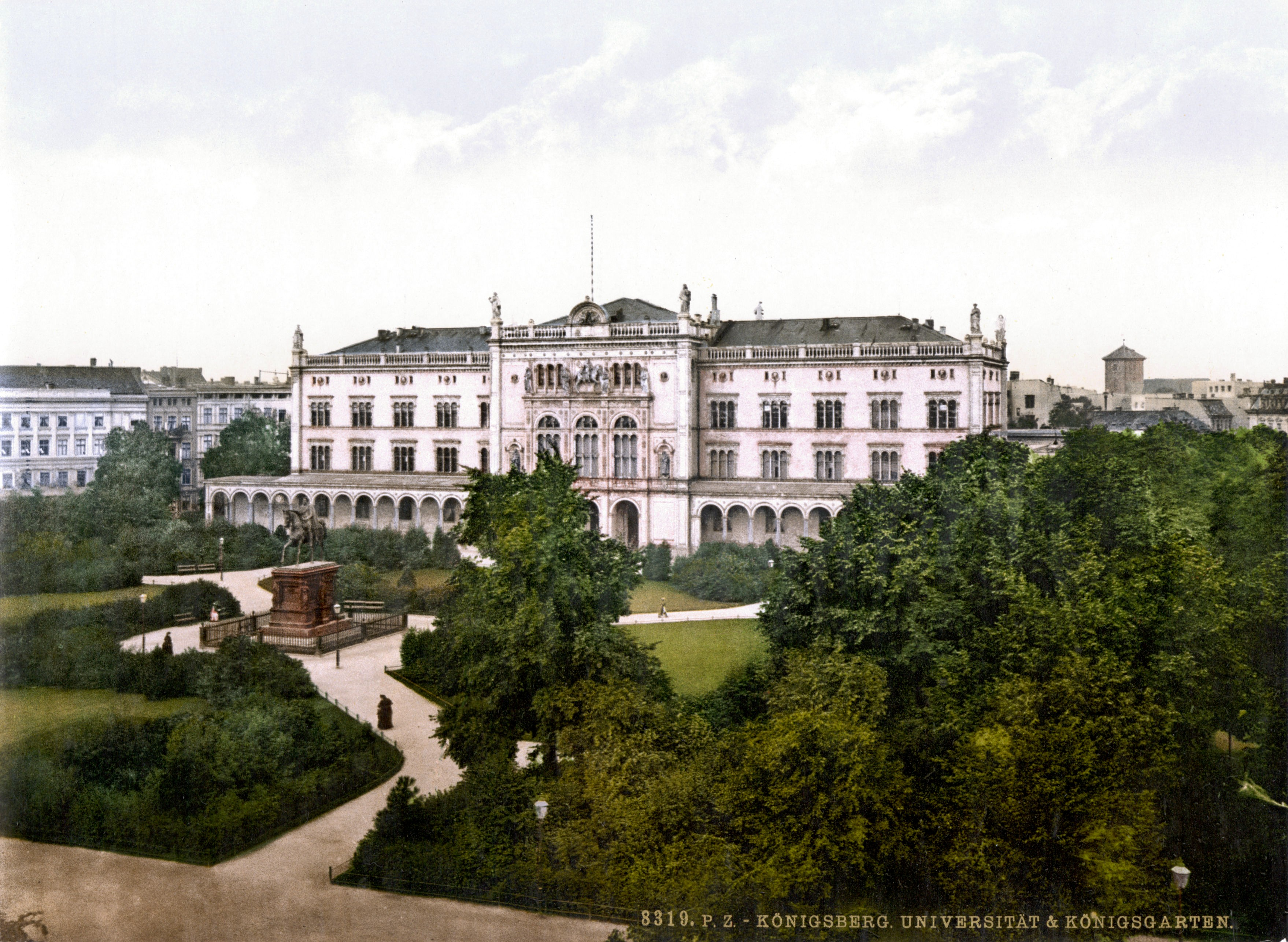
El nuevo edificio de la Albertina frente a la Paradeplatz, inaugurado en 1862.

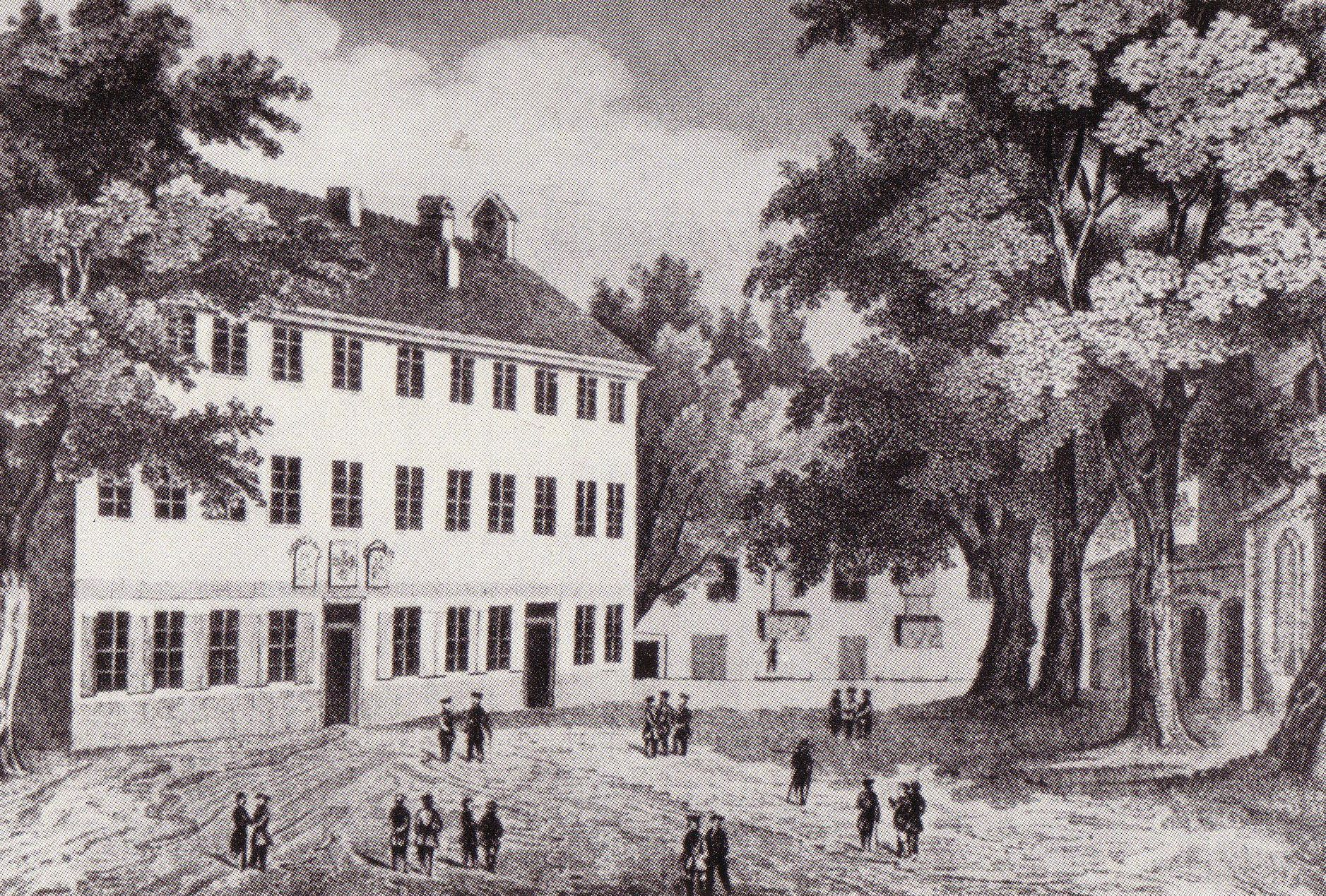
El Collegium Albertinum en 1850.

La Universidad de Königsberg (en alemán: Albertus-Universität Königsberg), comúnmente conocida como la Albertina, fue la universidad de Königsberg, en Prusia Oriental. Fue fundada en 1544 por Alberto I de Prusia como la segunda universidad protestante del mundo (luego de la Universidad de Marburgo).
Después de la Segunda Guerra Mundial, Königsberg fue transferido a la Unión Soviética en virtud del Acuerdo de Potsdam firmado en 1945, siendo renombrada como «Kaliningrado» al año siguiente. La Albertina fue cerrada y la población alemana fue expulsada de la antigua Prusia Oriental. Actualmente, la Universidad Estatal Immanuel Kant de Rusia (siglas: IKSUR) en Kaliningrado proclama mantener las tradiciones de la Albertina.

## Historia

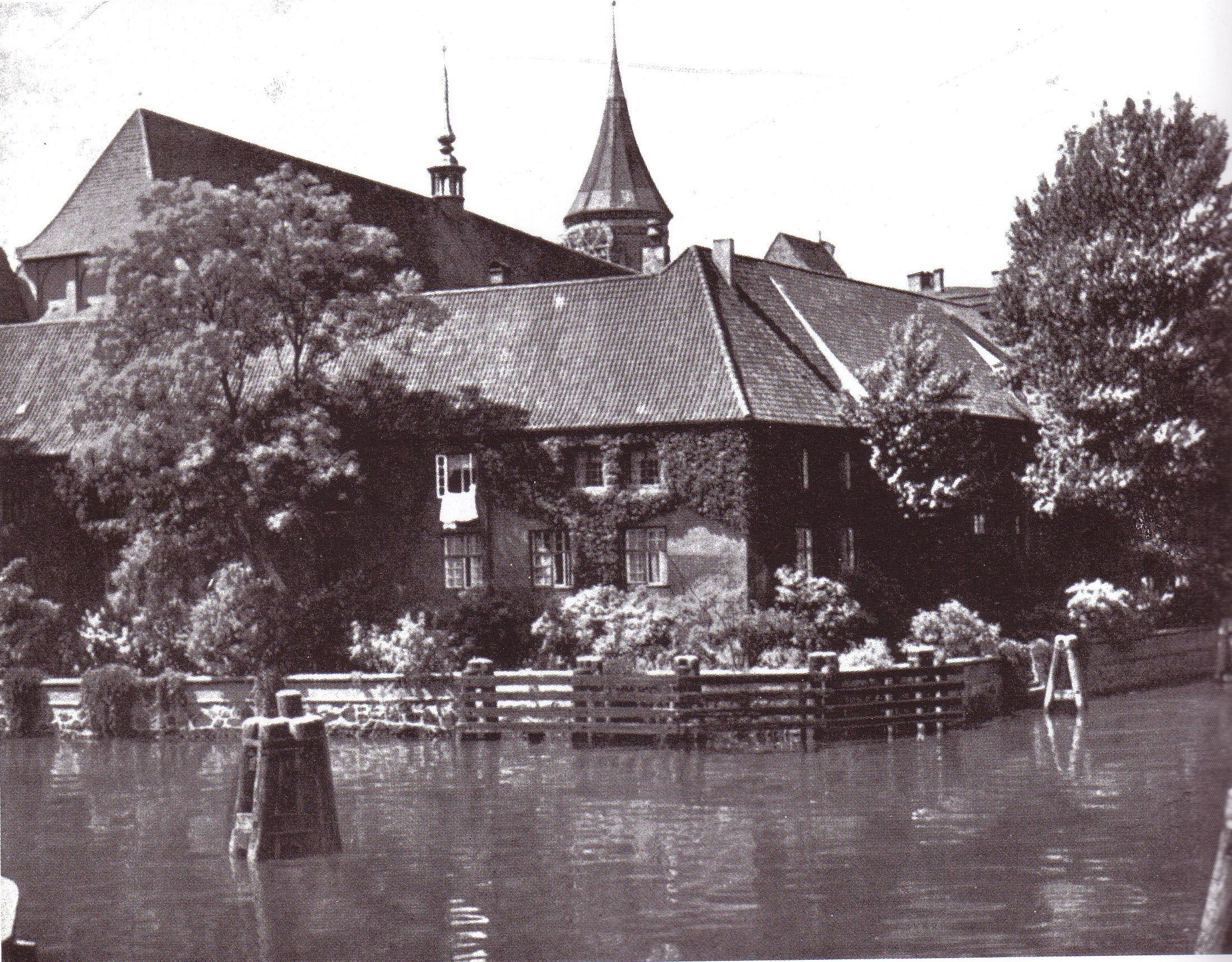
Parte trasera del Collegium Albertinum en Kneiphof, donde Kant daba clases. El distrito fue destruido en la Segunda Guerra Mundial.

Alberto, antiguo Gran maestre de los Caballeros Teutónicos y primer duque de Prusia desde 1525, había comprado un terreno detrás de la catedral de Königsberg, en la isla Kneiphof del río Pregolia, dentro del capítulo de Samland, donde erigió un gimnasio académico en 1542. Emitió el acuerdo de fundación del Collegium Albertinum el 20 de julio de 1544, y la universidad fue inaugurada el 17 de agosto.
El nuevo ducado protestante fue un feudo de la Corona del Reino de Polonia y la universidad sirvió como contraparte luterana de la Academia católica de Cracovia. Su primer rector fue el poeta Georg Sabinus, yerno de Felipe Melanchthon. Los eruditos lituanos Stanislovas Rapalionis y Abraomas Kulvietis estaban entre los primeros profesores de la universidad. Todos los profesores tenían que prestar juramento sobre las Confesiones de Augsburgo. Como las tierras prusianas estaban más allá de las fronteras del Sacro Imperio Romano Germánico, tanto el emperador Carlos V como el papa Pablo III denegaron su aprobación; sin embargo, la academia de Königsberg recibió el privilegio real del rey Segismundo II Augusto de Polonia el 28 de marzo de 1560.
Desde 1618, el ducado de Prusia fue gobernado en unión personal por los margraves de Brandeburgo y, en 1657, el «gran elector» Federico Guillermo de Brandeburgo adquirió plena soberanía sobre Prusia de Polonia por el Tratado de Bromberg. La Albertina fue la segunda universidad protestante más antigua (después de la Universidad Europea Viadrina) y el centro intelectual de Brandeburgo-Prusia. Al principio estaba formada por cuatro facultades: teología, medicina, filosofía y derecho; más tarde se añadió la de ciencias naturales. Entre los rectores posteriores figuran numerosos miembros de la Casa Hohenzollern, familia real de Prusia, siendo el último rector el príncipe heredero Guillermo, quien nunca había estado en la universidad. Por lo general, estaba representado por un prorrector encargado de los asuntos académicos. 
Las tierras prusianas no sufrieron daños por la desastrosa guerra de los Treinta Años, que ganó en la universidad de Königsberg una creciente popularidad entre los estudiantes. En el siglo XVII, fue conocido como el hogar de Simon Dach, que fue rector en 1656/57, y sus compañeros poetas. El zar Pedro I de Rusia visitó la Albertina en 1697, lo que llevó a un aumento de los contactos entre Prusia y el Imperio ruso. Los estudiantes rusos notables en Königbserg fueron Kirill Razumovski, más tarde presidente de la Academia rusa de Ciencias y el general Mijaíl Milorádovich. La universidad y la ciudad tuvieron un profundo impacto en el desarrollo de la cultura lituana. El primer libro en idioma lituano se imprimió aquí en 1547 y varios escritores lituanos importantes asistieron a la Albertina. La universidad era también la institución educativa preferida de la nobleza alemana báltica.
El siglo XVIII pasó a la historia cultural como el «Siglo de Königsberg» de la Ilustración, un apogeo iniciado por el estudiante de la Albertina Johann Christoph Gottsched y continuado por el filósofo Johann Georg Hamann y el escritor Theodor Gottlieb von Hippel el Viejo. Alumnos notables fueron Johann Gottfried Herder, Zacharias Werner, Johann Friedrich Reichardt, E. T. A. Hoffmann y, sobre todo, el filósofo Immanuel Kant, rector en 1786 y 1788. Estos estudiosos sentaron las bases de los movimientos del clasicismo de Weimar y del romanticismo alemán.
El magnífico jardín botánico de la Albertina fue inaugurado en 1811 durante las guerras napoleónicas. Dos años después, Friedrich Wilhelm Bessel estableció su destacado observatorio al lado del jardín. Otros profesores universitarios están considerados gigantes del mundo de la ciencia, tales como el filósofo Johann Gottlieb Fichte, el biólogo Karl Ernst von Baer, el matemático Carl Gustav Jacobi, el mineralogista Franz Ernst Neumann (1828-1876) y el físico Hermann von Helmholtz (1849-1855). 

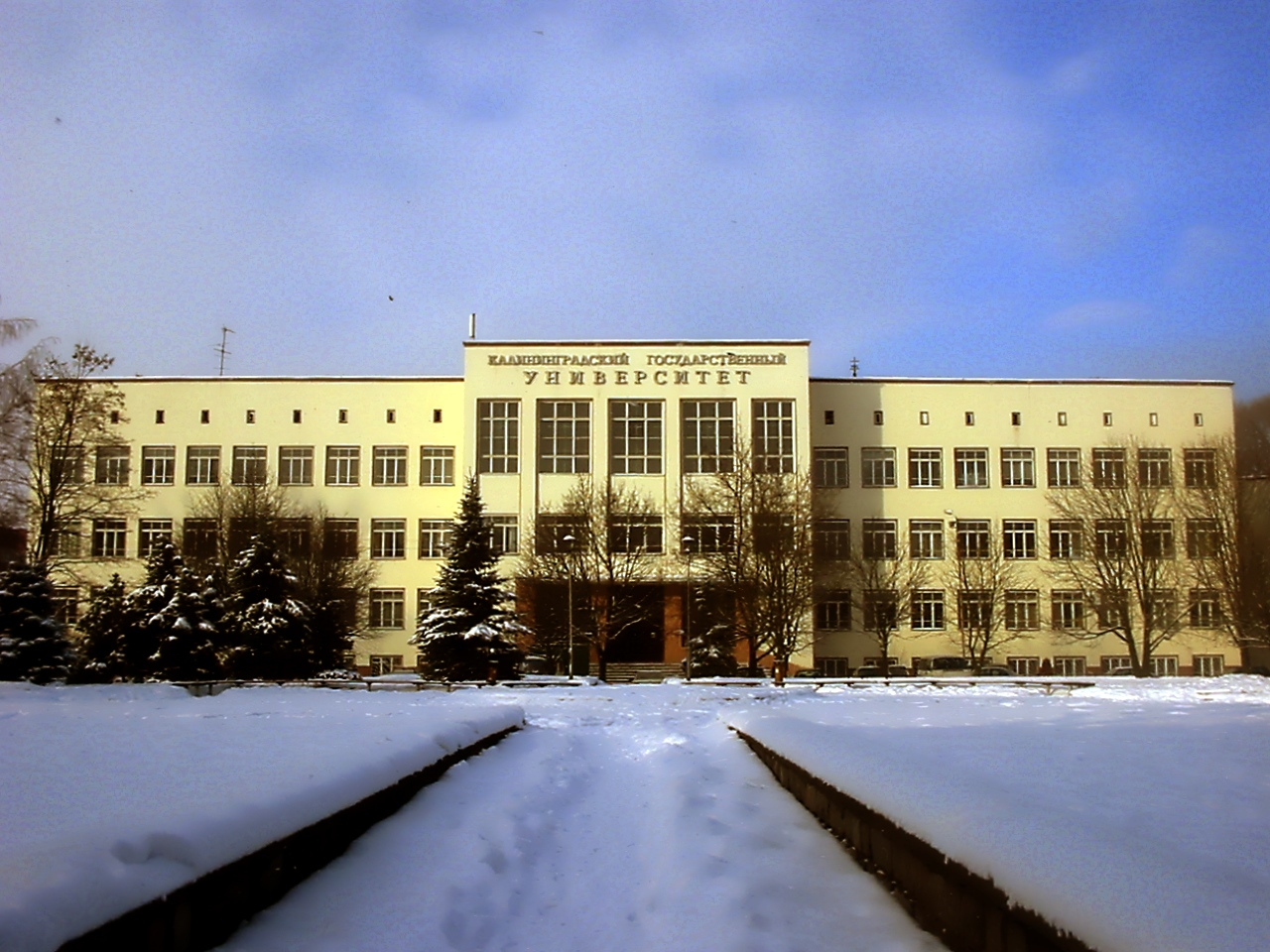
El edificio principal reconstruido de la Albertina es ahora parte de la Universidad Immanuel Kant. Su fachada es muy diferente de lo que era en la época alemana.

En los siglos XIX y XX, la universidad fue famosa por su escuela de matemáticas, fundada por Carl Gustav Jakob Jacobi y continuada por sus alumnos Ludwig Otto Hesse, Friedrich Richelot, Johann G. Rosenhain y Philipp Ludwig von Seidel. Más tarde se asoció con los nombres de Hermann Minkowski (maestro de Albert Einstein), Adolf Hurwitz, Carl Louis Ferdinand von Lindemann y David Hilbert, quien fue uno de los matemáticos más grandes y modernos. Los matemáticos Alfred Clebsch y Carl Gottfried Neumann (ambos nacidos en Königsberg y educados bajo Ludwig Otto Hesse) fundaron los Mathematische Annalen en 1868, que pronto se convirtieron en la revista matemática más influyente de la época.
Al celebrar el 300 aniversario de la universidad, el 31 de agosto de 1844, el rey Federico Guillermo IV de Prusia sentó las bases del nuevo edificio principal de la Albertina, que fue inaugurado en 1862 por el príncipe heredero Federico y el prorrector Johann Karl Friedrich Rosenkranz. El edificio en el centro de la Paradeplatz fue erigido en un estilo neorrenacentista según los planes diseñados por Friedrich August Stüler. La fachada estaba adornada por una figura ecuestre en relieve de Alberto de Prusia. Debajo había nichos que contenían estatuas de los reformadores protestantes Martín Lutero y Felipe Melanchthon. Dentro había una hermosa escalera, llevada por columnas de mármol. El Salón del Senado contenía un retrato del emperador Federico III por Lauchert y un busto de Immanuel Kant por Hagemann, un estudiante de Schadow. La sala adyacente («Aula») estaba adornada con frescos pintados en 1870.
La biblioteca universitaria se hallaba en Mitteltragheim en 1901 y contenía más de 230.000 volúmenes. En la Dritte Fliess Strasse estaba la Palästra Albertina, creada en 1898 para alentar las formas superiores de deporte entre los estudiantes y los ciudadanos. Cerca se encontraban las oficinas gubernamentales, adornadas con pinturas murales de Knorr y Schmidt. En 1900, la universidad tenía 900 estudiantes.

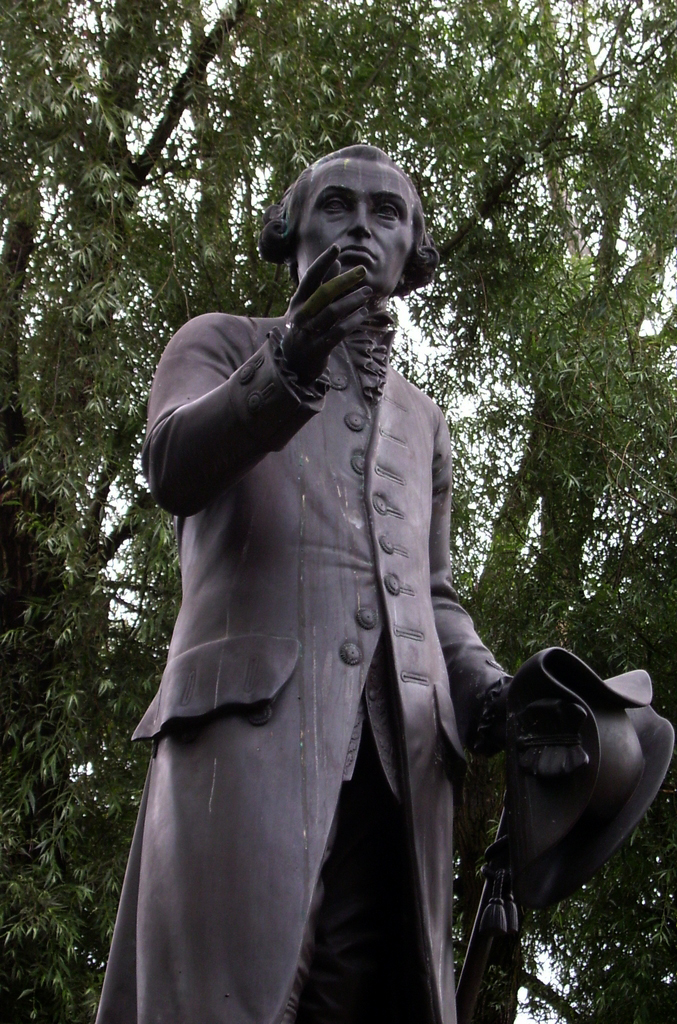
Estatua de Immanuel Kant, expuesta por primera vez por Christian Daniel Rauch en 1864. Desplazada en 1945, se restauró una réplica en la antigua Paradeplatz en 1992.

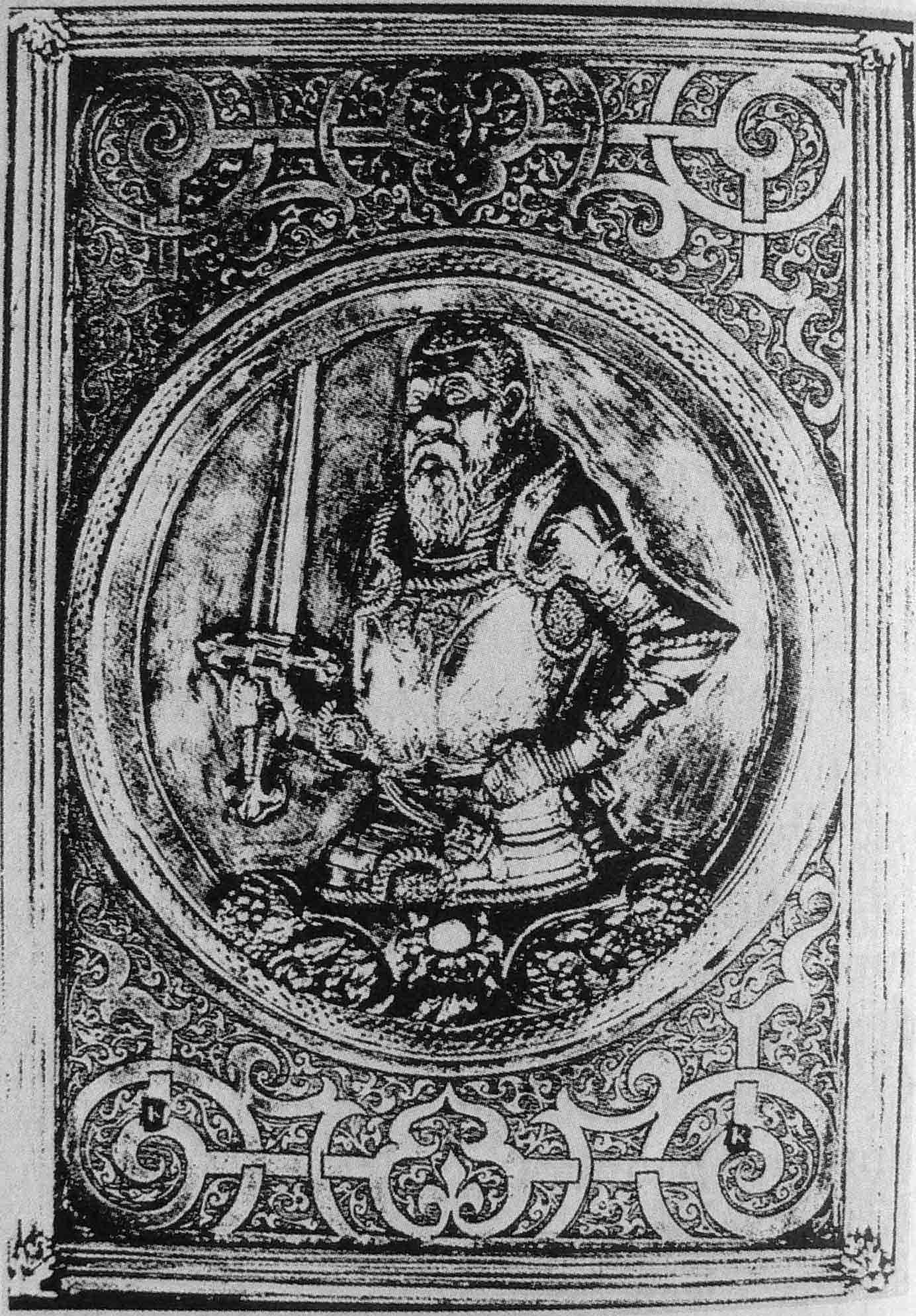
Alberto de Prusia en la portada de un libro de la famosa Silberbibliothek (Biblioteca de plata) de la universidad, perdida, como la biblioteca igualmente famosa de Wallenrodt, desde 1945.

Durante los últimos años de la universidad, la facultad Albertina y la Unión de Estudiantes Alemanes, luego de la separación territorial de la provincia de Prusia Oriental por el Tratado de Versalles, destacaron su afiliación con el Reich, impulsando la vida intelectual hacia el nacionalismo alemán. El 10 de julio de 1944, la universidad celebró su 400 aniversario en presencia del Ministro del Reich Walther Funk. Unas semanas más tarde, durante las noches del 26/27 y del 29/30 de agosto, la Real Fuerza Aérea británica bombardeó exhaustivamente Königsberg. De enero a abril de 1945, la ciudad fue devastada por la ofensiva de Prusia Oriental del Ejército Rojo y la batalla final de Königsberg. Cuando el general Otto Lasch firmó la capitulación el 9 de abril, el centro histórico de la ciudad había sido destruido por los ataques, y el 80 % del campus universitario había quedado en ruinas. La facultad había huido, siendo recibidos muchos de sus miembros en la Universidad de Gotinga.
Los restos, incluido el edificio principal de Albertina, fueron utilizados por el Instituto Pedagógico Estatal de Kaliningrado desde 1948, que en 1967 recibió el estatus de Universidad Estatal de Kaliningrado.

## Alumnos notables
- Adolf Hurwitz
- Arnold Sommerfeld
- Carl Gustav Jakob Jacobi
- Christian Goldbach (1690-1764), matemático
- David Hilbert
- E. T. A. Hoffmann
- Emil Wiechert
- Ewald Christian von Kleist
- Zacharias Werner
- Friedrich Bessel
- Gotthilf Heinrich Ludwig Hagen
- Gustav Kirchhoff
- Hermann von Helmholtz
- Hermann Minkowski
- Immanuel Kant
- Jan Kochanowski
- Johann Friedrich Herbart
- Johann Gottfried Herder
- Karl Ernst von Baer
- Martynas Mažvydas
- Theodor Kaluza

## Doctores honorarios
- Agnes Miegel
- Karl Weierstraß
- Franz Liszt